# Британское экологическое общество
Британское экологическое общество (англ. British Ecological Society, BES) — старейшее в мире экологическое общество, созданное в 1913 году в Великобритании для поддержки исследований и образования в области экологии.

## История
Общество основано в 1913 году в Великобритании и объединяет около 4000 членов, из которых 14 % студенты. По охвату является международным, так как среди его членов 38 % представляют другие страны (в сумме 92 государства).
Общество ежегодно проводит несколько научных конференций и собраний экологов. Ежегодные собрания (The Annual Meeting) в последние годы собирают до 700 делегатов, главным образом из Европы. Это крупнейший форум экологов Европы. С 1960 года проводятся Ежегодные симпозиумы (Annual Symposium) и публикуются Собрания его трудов. С 1996 года общество совместно с трестом Marsh Christian Trust вручает премию Marsh Ecology Award.

## Цели
Общество провозглашает своими главными целями:
- Поддержка и публикация экологических исследований
- Поощрение связей и сотрудничество среди экологов
- Способствовать обучению и образованию в области экологии
- Влияние на политику и практику

## Журналы
Совместно с издательством Wiley-Blackwell выпускает журналы:
- Journal of Animal Ecology (1913-)
- Journal of Ecology (1932-)
- Journal of Applied Ecology (1964-)
- Functional Ecology (1987-)